# Márton Fucsovics
Márton Fucsovics (ur. 8 lutego 1992 w Nyíregyházie) – węgierski tenisista, reprezentant kraju w Pucharze Davisa, olimpijczyk z Paryża (2024).

## Kariera tenisowa
Startując w gronie juniorów, Fucsovics wygrał US Open 2009 w grze podwójnej chłopców wspólnie z Hsieh Cheng-pengiem. Został również mistrzem Wimbledonu 2010 w grze pojedynczej chłopców po pokonaniu w finale Benjamina Mitchella. W lipcu 2010 został sklasyfikowany na pozycji lidera rankingu światowego juniorów.
Zawodowym tenisistą został w 2010 roku. Podczas US Open 2016 po raz pierwszy wystąpił w drabince głównej rozgrywek Wielkiego Szlema, po wcześniejszym wygraniu eliminacji. W maju 2018 wygrał turniej rangi ATP World Tour w Genewie, po pokonaniu w finale Petera Gojowczyka. Fucsovics stał się dzięki temu pierwszym Węgrem od 36 lat z tytułem w zawodach tej rangi, a ostatnim który tego dokonał był w 1982 Balázs Taróczy w Hilversum. W cyklu ATP Tour w grze pojedynczej awansował łącznie do czterech finałów, odnosząc dwa zwycięstwa.
W 2024 roku, podczas Letnich Igrzysk Olimpijskich w Paryżu wystąpił w grze pojedynczej oraz grze podwójnej. W singlu odpadł w pierwszej rundzie po porażce z Rafaelem Nadalem 1:6, 6:4, 4:6, natomiast w turnieju deblowym, startując w parze z Fábiánem Marozsánem przegrał w pierwszym meczu z holenderską parą Tallon Griekspoor-Wesley Koolhof 2:6, 3:6.
Od roku 2010 jest reprezentantem Węgier w Pucharze Davisa.
W rankingu gry pojedynczej najwyżej był na 31. miejscu (4 marca 2019), a w klasyfikacji gry podwójnej na 189. pozycji (22 kwietnia 2019).

### Historia występów wielkoszlemowych
Legenda
     W, wygrany turniej
     F, przegrana w finale
     SF, przegrana w półfinale
     QF, przegrana w ćwierćfinale
     xR, przegrana w x rundzie
     Qx, przegrana w x rundzie kwalifikacji
     A, brak startu
     NH, turniej nie odbył się

#### Gra pojedyncza
| Turniej         | 2010 | 2011 | 2012 | 2013 | 2014 | 2015 | 2016 | 2017 | 2018 | 2019 | 2020 | 2021 | 2022 | 2023 | 2024 | Tytuły | Z–P     |
| --------------- | ---- | ---- | ---- | ---- | ---- | ---- | ---- | ---- | ---- | ---- | ---- | ---- | ---- | ---- | ---- | ------ | ------- |
| Australian Open | A    | A    | A    | A    | Q3   | Q2   | Q1   | Q1   | 4R   | 2R   | 4R   | 3R   | 1R   | 3R   | 1R   | 0 / 7  | 11 – 7  |
| French Open     | A    | A    | A    | A    | Q1   | Q2   | Q2   | Q2   | 2R   | 1R   | 4R   | 2R   | 2R   | 2R   | 1R   | 0 / 7  | 7 – 7   |
| Wimbledon       | A    | Q2   | A    | Q1   | Q3   | Q3   | Q1   | 1R   | 1R   | 2R   | NH   | QF   | 1R   | 3R   | 1R   | 0 / 7  | 7 – 7   |
| US Open         | A    | A    | A    | Q1   | Q2   | Q2   | 1R   | 1R   | 1R   | 1R   | 3R   | 1R   | 2R   | 2R   |      | 0 / 8  | 4 – 8   |
|                 |      |      |      |      |      |      |      |      |      |      |      |      |      |      |      |        |         |
| Bilans spotkań  | 0–0  | 0–0  | 0–0  | 0–0  | 0–0  | 0–0  | 0–1  | 0–2  | 4–4  | 2–4  | 8–3  | 7–4  | 2–4  | 6–4  | 0–3  | 0 / 29 | 29 – 29 |

### Finały w turniejach ATP Tour
| Legenda                                      |
| -------------------------------------------- |
| Wielki Szlem                                 |
| Igrzyska olimpijskie                         |
| Tennis Masters Cup / ATP Finals              |
| ATP Masters Series / ATP Tour Masters 1000   |
| ATP International Series Gold / ATP Tour 500 |
| ATP International Series / ATP Tour 250      |

#### Gra pojedyncza (2–2)
| Końcowy wynik | Nr | Data             | Turniej   | Nawierzchnia  | Przeciwnik         | Wynik finału |
| ------------- | -- | ---------------- | --------- | ------------- | ------------------ | ------------ |
| Zwycięzca     | 1. | 26 maja 2018     | Genewa    | Ceglana       | Peter Gojowczyk    | 6:2, 6:2     |
| Finalista     | 1. | 10 lutego 2019   | Sofia     | Twarda (hala) | Daniił Miedwiediew | 4:6, 3:6     |
| Finalista     | 2. | 7 marca 2021     | Rotterdam | Twarda (hala) | Andriej Rublow     | 6:7(4), 4:6  |
| Zwycięzca     | 2. | 21 kwietnia 2024 | Bukareszt | Ceglana       | Mariano Navone     | 6:4, 7:5     |

### Finały juniorskich turniejów wielkoszlemowych

#### Gra pojedyncza (1–0)
| Końcowy wynik | Nr | Data | Turniej           | Nawierzchnia | Przeciwnik        | Wynik finału |
| ------------- | -- | ---- | ----------------- | ------------ | ----------------- | ------------ |
| Zwycięzca     | 1. | 2010 | Wimbledon, Londyn | Trawiasta    | Benjamin Mitchell | 6:4, 6:4     |

#### Gra podwójna (1–0)
| Końcowy wynik | Nr | Data | Turniej            | Nawierzchnia | Partner          | Przeciwnicy              | Wynik finału      |
| ------------- | -- | ---- | ------------------ | ------------ | ---------------- | ------------------------ | ----------------- |
| Zwycięzca     | 1. | 2009 | US Open, Nowy Jork | Twarda       | Hsieh Cheng-peng | Julien Obry Adrien Puget | 7:6(5), 5:7, 10–1 |